# آئویی ناکابه‌پو
آئویی ناکابه‌پو (انگلیسی: Aoi Nakabeppu؛ زادهٔ ۱۳ سپتامبر ۱۹۹۰) بازیگر، و مدل (شخص) اهل ژاپن است. وی از سال ۲۰۰۵ میلادی تاکنون مشغول فعالیت بوده‌است.